# غوردي ريتشاردسون
غوردي ريتشاردسون (بالإنجليزية: Gordie Richardson)‏ هو لاعب كرة قاعدة أمريكي، ولد في 19 يوليو 1938 في كولكويت في الولايات المتحدة.

## وصلات خارجية
- غوردي ريتشاردسون على موقع دوري كرة القاعدة الرئيسي (الإنجليزية)
- غوردي ريتشاردسون على موقعبيزبول رفرنس.كوم (الدوري الرئيسي) (الإنجليزية)
- غوردي ريتشاردسون على موقعبيزبول رفرنس.كوم (الدوري الثانوي) (الإنجليزية)
- غوردي ريتشاردسون على موقع جمعية أبحاث البيسبول الأمريكية (الإنجليزية)